# EN 60601-2-18
Die EN 60601-2-18 mit dem Titel „Medizinische elektrische Geräte – Teil 2-18: Besondere Festlegungen für die Sicherheit von endoskopischen Geräten“ ist Teil der Normenreihe EN 60601.
Herausgeber der DIN-Norm DIN EN 60601-2-18 ist das Deutsche Institut für Normung.
Die Norm basiert auf der internationalen Fassung IEC 60601-2-18. Im Rahmen des VDE-Normenwerks ist die Norm als VDE 0750-2-18 klassifiziert, siehe DIN-VDE-Normen Teil 7.
Diese Ergänzungsnorm regelt allgemeine Festlegungen für die Sicherheit, Prüfungen und Richtlinien von endoskopischen Geräten.

## Gültigkeit
Die deutsche Ausgabe 12.2001 ist ab ihrem Erscheinungsdatum als Deutsche Norm angenommen.
- Die aktuelle Fassung (12.2001) ist korrespondierend mit der 2. Ausgabe der DIN EN 60601-1 anzuwenden.
- Es wurde im Juni 2008 ein Entwurf zur Anwendung mit der 3. Ausgabe der DIN EN 60601-1 veröffentlicht.
- Die Vorgängernorm DIN EN 60601-2-18:1997-09 durfte noch bis August 2003 angewendet werden.

## Anwendungsbereich
Diese besonderen Festlegungen stellen Anforderungen an die Sicherheit endoskopischer Geräte und deren Verbindungen mit endoskopisch verwendbarem Zubehör.
Da die Allgemeinen Festlegungen keine Anforderungen für die Sicherheit gemeinsam verwendeter Anwendungsteile verschiedener medizinischer elektrischer Geräte vorgeben, stellen diese besonderen Festlegungen Anforderungen an die spezifischen Verbindungen, wie sie üblicherweise bei der Anwendung von Endoskopen vorzufinden sind.

## Zusatzinformation
Folgende geänderte Anforderungen sind in der EN 60601-2-18 enthalten (Auszug):
- Spannungsfestigkeit
- Temperaturen
- Verträglichkeit HF-Chirurgie
- Reinigung